# Heinz Seelig
Heinz Seelig (* 26. Februar 1909 in Samotschin, heute Szamocin, Woiwodschaft Großpolen; † 25. Dezember 1992) war ein israelischer Maler und Innenarchitekt deutscher Herkunft.

## Leben
Heinz Seelig wuchs in Berlin auf, wo er bereits mit 15 Jahren seine ersten Cartoons für Zeitungen anfertigte. 1929 nahm er im  Bauhaus in Dessau sein Architekturstudium auf, welches er 1929 als Innenarchitekt an den Vereinigten Staatsschulen für freie und angewandte Kunst in Berlin abschloss. Im Alter von 24 Jahren musste er aus Deutschland fliehen und emigrierte nach Palästina. 1939 zog er von Tel Aviv nach Haifa, wo er bis 1974 tätig war. Die Malerei begründete im Anschluss an seine Berufstätigkeit seine zweite Karriere. 1975 hatte er seine erste Ausstellung in Vancouver, Kanada und gewann den zweiten Preis in der Internationalen Ausstellung für Naive Kunst der Galerie Pro Arte Kasper in der Schweiz.
Seelig ist besonders bekannt für seine über 40 Lithographien, darunter drei Serien des Buches Esther. Sets der späteren Serie befinden sich in den Sammlungen von Präsident Jimmy Carter und dem verstorbenen ägyptischen Präsidenten Anwar as-Sadat.